# Heatseekers Charts
Die Heatseekers Charts sind eine seit dem Jahr 1991 durch das US-amerikanische Musikmagazin Billboard erhobene Rangliste, um die Verkäufe neuer Künstler hervorzuheben. Sie ist unterteilt in Album- und Singlecharts.

## Kriterien
Um für eine Notierung in den Heatseekers Charts zugelassen zu werden, darf der Künstler kein Album in den Top 100 der Album-, in den Top 50 der Singlecharts oder eine Top-Ten-Platzierung in den genrespezifischen Albumcharts haben. Eine Notierung in diesen Bereichen führt dazu, dass ein Werk und die nachfolgenden Veröffentlichungen nicht mehr für die Heatseekers Charts qualifiziert sind. Das Pendant hierzu waren in Deutschland die Newcomercharts und sind gegenwärtig die Breakthrough Artistcharts.
Diese Definition kann aber auch dazu führen, dass ein Künstler über Jahrzehnte lang als „New and Coming“ gelistet wird. So erreichte die Gruppe The Tragically Hip zwischen 1992 und 2016 zehn Einträge in den Heatseekers Charts, da sie bis zu diesem Zeitpunkt kein Album auf den ersten 100 Plätzen in den Albumcharts platzieren konnten. Viele Künstler haben es geschafft, eine Notierung in den Heatseekers Charts zu umgehen, indem ihr Debütwerk bereits in den Top 100 der offiziellen Albumcharts landete.
Für die Ermittlung der Heatseeker Albums Charts werden die Verkäufe über Nielsen SoundScan berechnet und deren Ergebnisse herangezogen. Es werden wöchentlich die 25 meistverkauften Platten veröffentlicht. Die Heatseekers Songs Charts wurden letztmals im November 2014 erhoben. Hierfür wurde eine Kombination aus Radioairplay, ermittelt durch Nielsen BDS, der Nielsen-Soundscan-Datenbank über Plattenverkäufe und Online-Streaming herangezogen. Ein Lied war nicht mehr für eine Notierung qualifiziert, wenn der Künstler ein Stück mindestens auf Platz 50 in den offiziellen Singlecharts erreichen oder einen Radiohit im Mainstreamradio (vor dem 5. Dezember 1998) landen konnte.